# 比佐涅岩

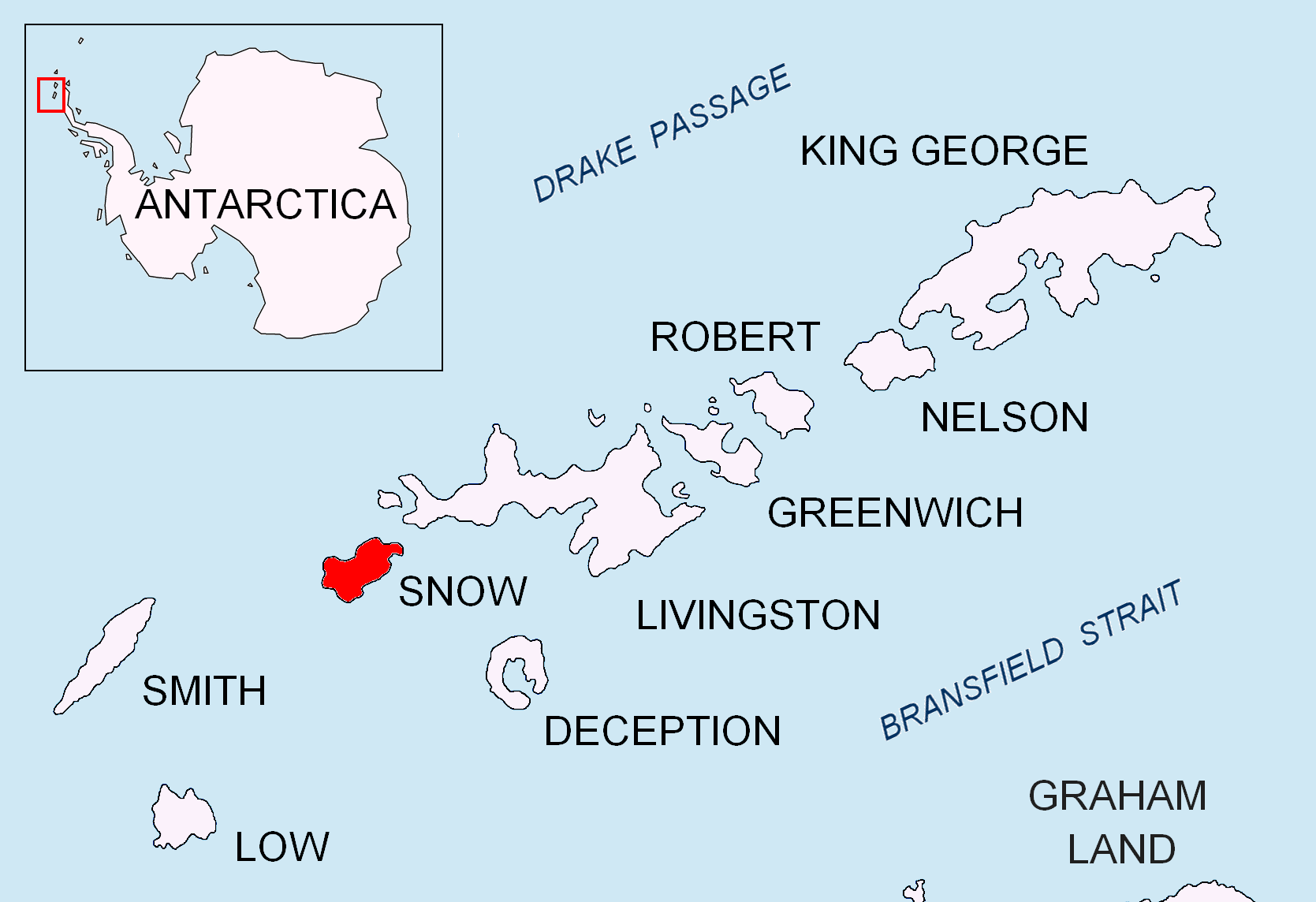

比佐涅岩（Bizone Rock），是南極洲的岩石，位於南設得蘭群島的雪島，處於衣爾尼克角以西4.4公里和拜沃特角東北面3.85公里，長0.12公里、寬0.1公里，以保加利亞東北部城鎮命名，現時由南極條約體系管理。
62°43′30″S 61°27′34″W / 62.72500°S 61.45944°W